# Трейсі-Арм
57°54′41″ пн. ш. 133°24′08″ зх. д. / 57.911388888889° пн. ш. 133.40222222222° зх. д.
Трейсі-Арм — вузький фіорд із крутими скелями заввишки до 1000 м, льодовиками та водоспадами в американському штаті Аляска, за 70 км на південь від Джуно. Його довжина становить приблизно 50 км, а 20% його вкрито льодом. На кінці фіорду розташовані льодовики Сойєр та Саут-Сойєр. Фіорд був названий на честь Бенджаміна Ф. Трейсі, генерала часів Громадянської війни в Америці та міністра ВМС США.
Він розташований у Національному лісі Тонгасс у протоці Стівенс, протоці в архіпелазі Александра. У 1980 році Трейсі-Арм разом із паралельним рукавом Ендікотт та навколишньою територією, загальною площею понад 2640 км², були визначені Конгресом США як дикий край Трейсі-Арм-Фордс, найсуворіший клас охоронюваних територій у Сполучених Штатах, де втручання людини в природу мінімальне.